# Bristol, Connecticut

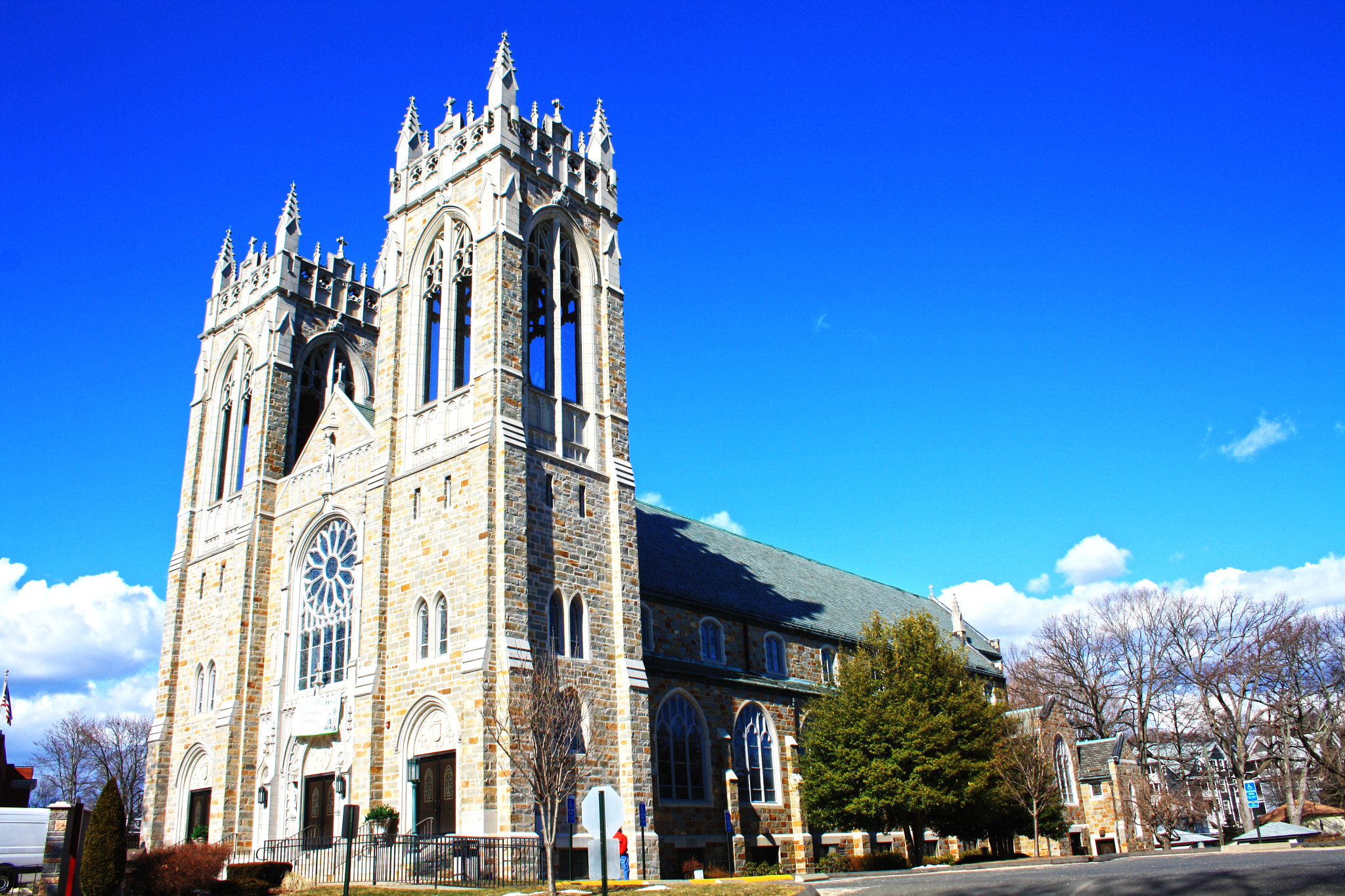

Bristol, Connecticut là một thành phố thuộc quận Hartford trong tiểu bang Connecticut, Hoa Kỳ. Thành phố có tổng diện tích km², trong đó diện tích đất là km². Theo Cục điều tra dân số Hoa Kỳ năm 2006, thành phố có dân số 61.353 người.
Bristol là một thành phố ngoại ô nằm trong Quận Hartford, Connecticut, Hoa Kỳ 20 dặm (32 km) về phía tây nam Hartford. Bristol là chủ yếu được biết đến như là nhà của ESPN, có hãng phim trung tâm trong thành phố. Bristol cũng là có hồ Coumpounce, lâu đời nhất của nước Mỹ vẫn còn hoạt động công viên chủ đề. Bristol cũng được biết đến như một thành phố làm đồng hồ trong thế kỷ 19, và là nhà đồng hồ Mỹ và Bảo tàng đồng hồ. Bristol biệt danh bao gồm thành phố chuông, vì một sản xuất lịch sử sáng tạo ra cánh cửa kéo bằng lò xo, và thành phố của mẹ vì nó là một lần hàng đầu trong lĩnh vực hoa cúc sản xuất và vẫn còn giữ một Bristol Liên hoan mẹ hàng năm. Trong 2010, Bristol được xếp hạng 84 trong những nơi tốt nhất để sinh sống theo bầu chọn của tạp chí Money.